# Maria Francisca Bia
Maria Francisca ("Mimi") Bia, later Engelman-Bia, nog later de Vries-Bia (Amsterdam, 9 september 1809 – Amsterdam, 13 juli 1889) was een Nederlandse danseres, operazangeres, toneelspeelster en theaterdirecteur. Rond het midden van de 19e eeuw behoorde zij met Jacoba Maria Majofski en Christina Elisabeth da Silva tot de belangrijkste actrices van Nederland, in een tijd waarin spektakelstukken, kluchten en melodrama's in toenemende mate het repertoire beheersten.

## Biografische schets
Mimi Bia werd geboren als dochter van de dansmeester Jean Lambert Bia (1767-1829) en de danseres Catherina Rebecca Gravé (1782-1846). Beide ouders waren verbonden aan de Amsterdamse schouwburg, waardoor Mimi al vroeg in aanraking kwam met de theaterwereld. Op jonge leeftijd danste ze kleine rollen in balletten. Ze trok de aandacht van onder anderen danseres Polly Cuninghame en actrice Johanna Wattier. Door toedoen van Wattier kreeg ze al op tienjarige leeftijd haar eerste serieuze rol, een travestierol als Koning Joas in het treurspel Athalia van Jean Racine. In de jaren 1820 volgde ze een opleiding bij het Genootschap voor Uiterlijke Welsprekendheid, een soort toneelschool avant la lettre, opgericht door Geertruida Jacoba Hilverdink, Samuel Iperusz. Wiselius en Cornelis van der Vliet. Op haar veertiende zong ze haar eerste sopraanrol in de Nederlandse versie van de opera De barbier van Sevilla van Rossini, de eerste opvoering van die opera in Nederland. Enkele jaren later zong ze de rol van Fenella in De Stomme van Portici van Daniel Auber.

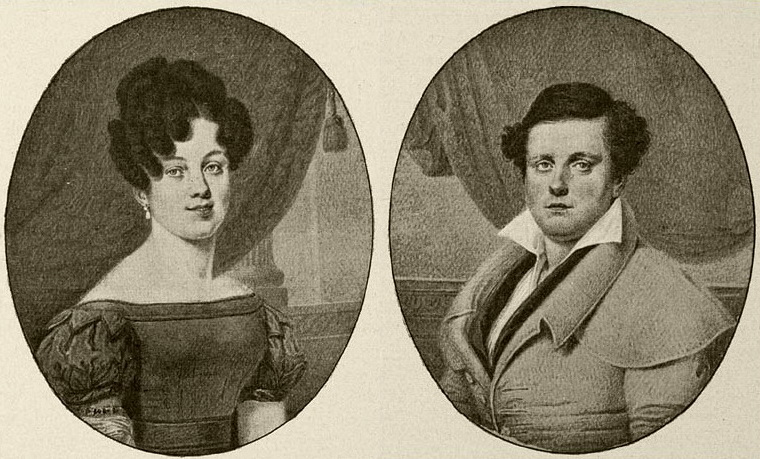
Het echtpaar Engelman-Bia omstreeks 1835

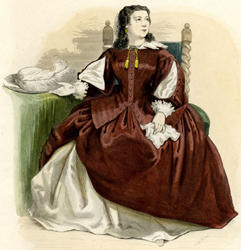
Bia als Hertogin van Marlborough (Ch. Rochussen, 1841)

In 1827 kreeg Bia een vaste aanstelling bij de Stadsschouwburg. Een jaar later trouwde ze met de veertien jaar oudere acteur Reinier Engelman, die ze in de schouwburg had ontmoet. Samen kregen ze vier dochters, waarvan de tweede jong stierf. Bia ontwikkelde zich ondertussen als veelzijdig toneelspeelster, naast haar optredens als danseres en zangeres. Haar bevallige verschijning en sterke aanwezigheid op het toneel vielen bij het publiek in de smaak. Nicolaas Beets roemde haar krachtige en heldere stem en haar duidelijke uitspraak.
In 1841 werd Reinier Engelman mededirecteur van de Amsterdamse Stadsschouwburg, samen met Mimi's zwager, Andreas Voitus van Hamme, en haar toekomstige tweede echtgenoot, Jan Eduard de Vries. Door deze benoeming kreeg Bia veel invloed op de programmering en casting in de schouwburg, wat zorgde voor grote onrust onder de spelers. Omdat er voor de twee andere 'eerste actrices', Jacoba Maria Majofski en Christine Elisabeth da Silva, steeds minder hoofdrollen overbleven, namen deze halverwege de jaren 40 ontslag bij de schouwburg. Ze werden vervangen door onder anderen twee dochters van het echtpaar Engelman-Bia: Reinardina Engelman en Wilhelmina Engelman (1834-1902). Vooral laatstgenoemde werd een succesvolle actrice. Zelf eiste Mimi Bia de aantrekkelijkste hoofdrollen voor zich op. Naast de Amsterdamse schouwburg trad ze ook elders op, onder andere in Den Haag en Rotterdam, en in 1842 bij het Théâtre-Français in Parijs, waar men haar een contract aanbood als comédienne, wat ze weigerde.
In 1845 overleed Reinier Engelman na een langdurig ziekbed. Toch vierde zijn weduwe een half jaar later haar 25-jarig toneeljubileum met het speciaal voor haar door Jacob van Lennep geschreven, toepasselijke toneelstuk Ruwaardes Geertruida, gevolgd door het blijspel Moederliefde en een dankwoord op rijm. Naar aanleiding van het jubileum schreef Van Lennep tevens een lofrede.
In 1859 nam Bia afscheid van de Amsterdamse Stadsschouwburg en vertrok naar Rotterdam, waar Jan Eduard de Vries directeur was geworden van het Hollands toneel en de Duitse opera. Op 17 januari 1861 gaf ze in Utrecht een benefietvoorstelling voor de slachtoffers van de watersnood in de Bommelerwaard, waarbij ze in haar favoriete rol als Juffrouw Serklaas in het gelijknamige stuk van Hendrik Jan Schimmel te zien was. Kort daarop nam ze afscheid van het toneel.
In 1865 trouwde Bia met Jan Eduard de Vries. Twee jaar later verhuisde ze met hem terug naar Amsterdam, waar hij directeur van het Paleis voor Volksvlijt werd. Op 24 november 1868 gaf Mimi Bia in Amsterdam haar laatste benefietvoorstelling voor de Maatschappij Apollo, als Juffrouw Serklaas. In 1875 overleed haar echtgenoot en erfde Mimi het eigendom en de exploitatie van de Utrechtse schouwburg. Het theater aan het Vredenburg verkeerde in slechte staat en in 1880 was ze gedwongen het gebouw te verkopen, nadat zich tijdens een voorstelling een gasexplosie had voorgedaan en de gemeente weigerde het theater te subsidiëren.
Over de laatste levensjaren van Bia is weinig bekend. Ze overleed op 79-jarige leeftijd in Amsterdam. Haar stoffelijk overschot werd bijgezet in het graf van haar tweede echtgenoot op de Oude Oosterbegraafplaats (nu Oosterpark).

## Belangrijke rollen
Enkele van de vele rollen die Mimi Bia vertolkte (in alfabetische volgorde):
- Bartholda van Swieten, in Juffrouw Serklaas van Hendrik Jan Schimmel
- Geertruida van Saksen, in Ruwaardes Geertruida van Jacob van Lennep
- Gervaise Saint-Fleurie (Zuster Gudule), in Esmeralda, of Moeder en Dochter van Charlotte Birch-Pfeiffer
- Inês de Castro, in Ines de Castro van Rhijnvis Feith
- Katherina Morton, in Nacht en morgen van Charlotte Birch-Pfeiffer
- Pieternel, in De bruiloft van Kloris en Roosje van Dirk Buysero

## Nalatenschap
Van Bia zijn diverse geschilderde en getekende portretten bewaard gebleven, waarvan er zich één in de portrettengalerij van de Stadsschouwburg Amsterdam bevindt, een olieverfschilderij van Hendrik A. Sangster uit 1866.